# Turistas
Turistas is een Amerikaanse thriller/horrorfilm uit 2006 onder regie van John Stockwell.

## Verhaal
Drie Amerikaanse rugzaktoeristen zijn uit op vakantie in Brazilië. Na een busongeval stranden ze met twee Britten en een Australische op een strand dat eruitziet als het paradijs. Het blijkt het ronselgebied van de inheemse arts Zamora. Hij vindt dat westerse landen zoveel afgenomen hebben van zijn land, in het bijzonder de organen van arme Brazilianen, dat hij het recht heeft wat terug te nemen. Dit doet hij door ontvoerde toeristen te ontdoen van hun lever en nieren tijdens operaties zonder volledige verdoving. Wanneer de groep zijn volgende slachtoffer dreigt te worden, moeten ze er alles aan doen om te overleven. Zamora's neef, Kiko, helpt hen te ontsnappen, maar ze worden door Zamora's mannen achtervolgd. Uiteindelijk kunnen alleen Alex, Bea en Pru het avontuur navertellen.

## Rolbezetting
| Acteur         | Personage      | Opmerkingen   |
| -------------- | -------------- | ------------- |
| Josh Duhamel   | Alex Trubituan |               |
| Melissa George | Pru            |               |
| Olivia Wilde   | Bea Trubituan  |               |
| Desmond Askew  | Finn           |               |
| Beau Garrett   | Amy            |               |
| Max Brown      | Liam           |               |
| Agles Steib    | Kiko           | Zamora's neef |
| Miguel Lunardi | Zamora         | Chirurg       |